# 薄田太郎
薄田 太郎（すすきだ たろう、1902年11月1日 - 1967年4月23日）はNHKの元アナウンサー、郷土史家、大衆芸能評論家。
NHK広島局の初代アナウンサーであり、戦前の広島市の大衆文化史を記録した『がんす横丁』の著者として知られる。

## 経歴・人物

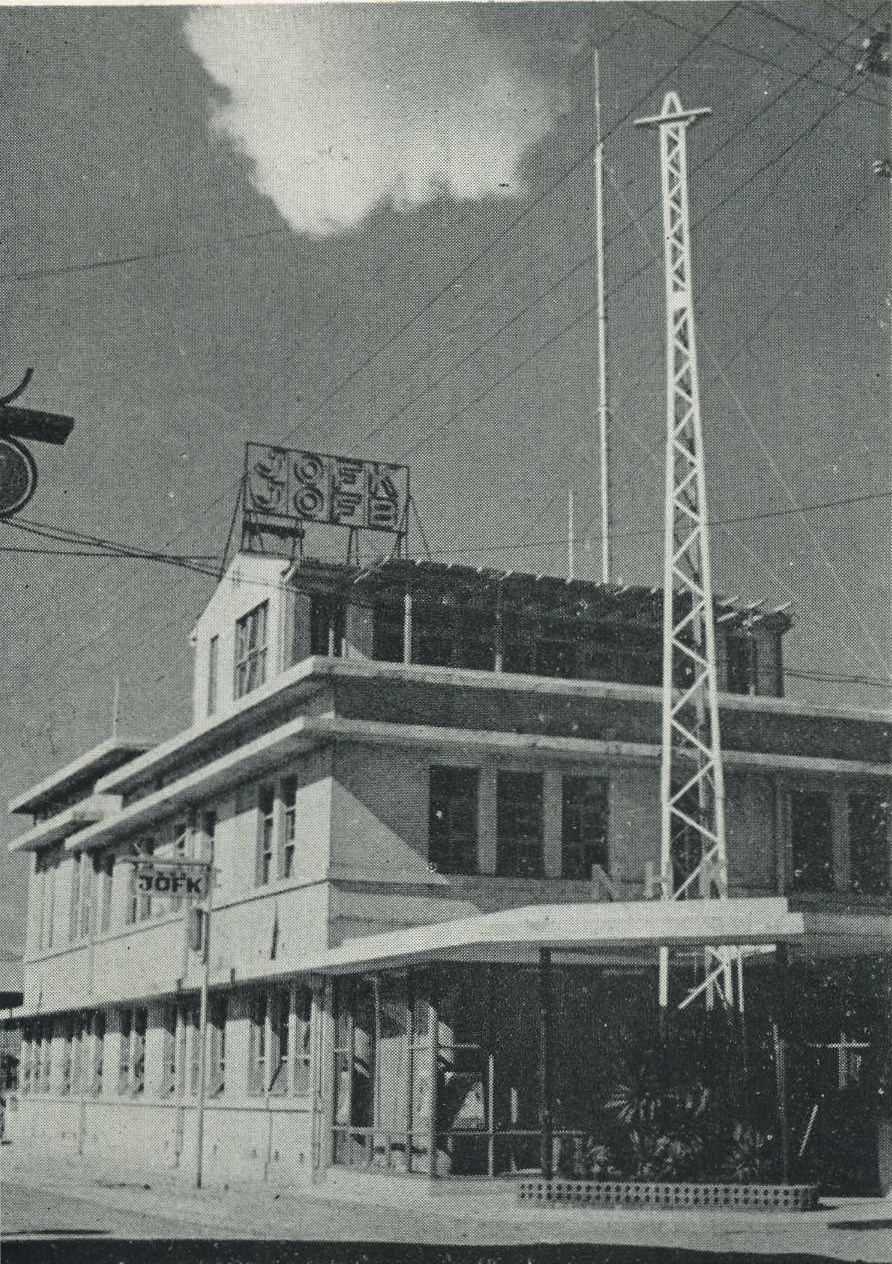
薄田が勤務していた当時のNHK広島中央放送局（1955年頃）

広島市に生まれ、1908年創立されたばかりの広島市立竹屋小学校に入学。卒業後、県立広島商業学校（現在の県立広島商業高校）に入学し、学生野球の応援団長として名を馳せた。その後、素人劇団「広島十一人座」の同人となり、1928年の広島放送局の開局とともに初代アナウンサーの一人となり、特にスポーツ実況で知られた。敗戦前後は南方にいたため原爆には被災せず、翌1946年夏に引揚船により帰国。以降、定年までNHKアナウンサーを務める一方で大衆芸能・スポーツ・郷土史など多岐にわたる精力的な評論・著述活動をおこなった。1967年病気により死去（享年64）。

## 業績
アナウンサーとしての活動の傍ら、「流石三郎」などの筆名でスポーツ・芸能評論、郷土史を執筆し、宮島・広島の歌舞伎年代記の研究を続けた。戦後の引揚帰国以降、原爆により大半が焼け跡となった広島市街の各地を探訪し知人からの聞き取りを行い、戦前期を中心とする広島の大衆文化誌ともいうべき「がんす横丁」シリーズを1949年9月から『夕刊ひろしま』に連載し、のち掲載紙を『中国新聞』に移動して1961年2月まで執筆した。1957年6月、広島でのスポーツ放送の開拓と郷土史研究の業績が評価され前島会中国賞を受賞した。『がんす横丁』の完成・刊行を期していたが病死により未完に終わり、没後の1973年、長男の純一郎の編集により連載分の原稿が全4巻にまとめられたくみ出版から刊行された。さらに1975年には同様に純一郎によって整理された遺稿をまとめ『宮島歌舞伎年代記』が国書刊行会から刊行された。。
また広島県立文書館所蔵の「複製資料」中「広島市」の部に、薄田遺贈の「大正11～13年十一人座関係資料等」などが「薄田太郎文書」（2冊）として収められている。

## 著作

### 単著
いずれも薄田純一郎の編集による。
- 『がんす横丁』（全4巻） たくみ出版、1973年
  - 『がんす横丁』 1973年4月23日刊
  - 『続がんす横丁』 同年6月25日刊
  - 『続々がんす横丁』 同年9月28日刊
  - 『がんす夜話』 同年12月10日刊
- 『宮島歌舞伎年代記』 国書刊行会、1975年

### 共著
- 『山本実一追悼録』 中国新聞社追悼録編纂委員会、1958年
  - 「前社長の思い出」を収録。
- 『ふるさとを訪ねて広島』（少年少女風土記9 / 井伏鱒二編） 泰光堂、1960年
  - 「おさん狐」を収録。
- 『暮れなずむ瀬戸は夕凪：岡山 広島 山口』（日本随筆紀行20） 作品社、1988年 ISBN 4878934204
  - 「広島という名の由来」を収録。

## 同期のNHKアナウンサー
1928年入局のNHKアナウンサー。
- 江木理一 - ラジオ体操の初代担当アナウンサー。
- 橘内英次（旧姓・石母田）
- 津島定一
- 三原登美（旧姓・河村）

## 家族
長男で太郎の遺著の編纂にあたった純一郎（1929年〜2005年）は、被爆前年の1944年に（旧制）広島第二中学（現・県立広島観音高校）を卒業（20期）、広島テレビ放送の報道制作部長であった1969年夏に、4期後輩で勤労動員中の原爆被災によって全員が死亡した二中1年生の記録を特集番組「碑」として企画・制作し、同年度の文部省芸術祭優秀賞を受賞した。